# Gabry Ponte
Gabriele Ponte, művésznevén: Gabry Ponte (Torino, 1973. április 20. –) olasz DJ, aki az Eiffel 65 együttes tagjaként vált ismertté. Ő képviselte San Marinót a 2025-ös Eurovíziós Dalfesztiválon Bázelben a Tutta l’Italia című dallal.

## Pályafutása

### 1998 – 2003
1998-ban az Eiffel 65 nevű együttesével megalkotta a Blue (Da Ba Dee) című debütáló kislemezt, amely világszerte vezette a slágerlistákat és több mint nyolc millió példányban kelt el. Első albumuk, a Europop további négy millió példányban fogyott el. 2000-ben elnyerték az MTV Europe Music Awardot a Legjobb Olasz Előadó kategóriában.
Később olyan dalokat producerelt, mint a 2001-es olasz sláger, a Geordie (Fabrizio De André dalának feldolgozása, Stefania Piovesan előadásában), amely aranylemez minősítést kapott több mint 25 000 eladott példánnyal. További jelentős dalai közé tartozik a Got to Get (2001), a Time to Rock (2002) és a La danza delle streghe (2003). Számos remixet is készített, köztük Gianni Togni Giulia és az O-Zone Dragostea din tei című dalaihoz.

### 2005–2009
2005-ben bejelentette, hogy kilép az Eiffel 65-ból, hogy a szólókarrierjére koncentrálhasson. 2006-ban megalapította a Dance and Love lemezkiadót, amely az egyik legjelentősebb független olasz dance kiadóvá vált. Ebben az időszakban jelentette meg Vivi nell'aria című dalát Miani közreműködésével, amely az ItaloBrothers The Moon című számának átdolgozása volt.

### 2012–2014
2012-ben kiadta Beat on My Drum című kislemezét Pitbull és Sophia del Carmen közreműködésével, amely az amerikai Hot Dance Club Songs listán a 11. helyet érte el. Ugyanebben az évben producerként közreműködött a Tacabro Tacata’ című nemzetközi slágerében.
Szólókarrierje során számos kislemeze és remixe is sikert aratott Európa-szerte. 2014-ben Buonanotte giorno című száma Olaszországban nyári sláger lett. Ugyanebben az évben a DJ Mag Top 100-as lemezlovaslistáján a 61. helyen debütált, mint a legmagasabbra rangsorolt olasz DJ.

### 2021–napjainkig
Legsikeresebb együttműködései közé tartozik a 2021-es Thunder LUM!X-szal és Preziosóval, valamint a Can't Get Over You Aloe Blacc közreműködésével. 2022-ben olyan slágereket jelentetett meg, mint a Call Me Timmy Trumpet és a R3HAB közreműködésével, a The Finger Georgia Kuval és a We Could Be Together LUM!X-szal és Daddy DJ-vel, amely aranylemez lett Olaszországban, Hollandiában, Belgiumban és Franciaországban.
2022-ben Ausztriát képviselte az Eurovíziós Dalfesztiválon a Halo című dal társszerzőjeként és producerként, amelyet LUM!X és Pia Maria adott elő. Legutóbbi zenéi között olyan előadókkal dolgozott együtt, mint Blasterjaxx, Justus, DJs From Mars és Vini Vici, valamint hivatalos remixeket készített Sigala, Sam Feldt és David Guetta számára, utóbbinak I’m Good című slágeréhez.
2023. december 6-án kiadta Losing You – Spotify Singles című számát a Spotify Wrapped 2023 keretében, amely a The Police Every Breath You Take című dalának negyvenedik évfordulóját ünnepli. 2023-ban kilencven fellépése volt tizenegy országban, összesen több mint 700 000 fős közönség előtt.
2025-ben ő szerezte a Sanremói Dalfesztivál hivatalos főcímdalát, az Andrea Bonomo által énekelt Tutta l’Italiát. Később megerősítették, hogy ez a dal bekerült a San Marino Song Contest döntőjébe, amely San Marino nemzeti válogatóversenye a 2025-ös Eurovíziós Dalfesztiválra. Március 8-án megnyerte a helyi válogatót, így ő képviselhette a törpeállamot az Eurovíziós Dalfesztiválon. A verseny május 13-án rendezett első elődöntőjéből tizedik helyezettként jutott tovább a döntőbe, ahol végül az utolsó, huszonhatodik helyen végzett.

## Diszkográfia

### Albumok
- Gabry Ponte (2002)
- Dr. Jekyll and Mr. DJ (2004)
- Modern Tech Noises According to Gabry Ponte (2007)
- Love Songs in the Digital Age According to Gabry Ponte (2007)
- Tunes from Planet Earth According to Gabry Ponte (2007)
- Gabry2o (2008)
- Gabry Ponte – Gabry2o Vol. 2 (2009)
- Gabry Ponte pres. Dance & Love Selection Vol. 1 (2010)
- Gabry Ponte pres. Dance & Love Selection Vol. 2 (2010)
- Gabry Ponte pres. Dance & Love Selection Vol. 3 (2010)
- Gabry Ponte pres. Dance & Love Selection Vol. 4 (2011)

### EP-k
- Modern Tech Noises According to Gabry Ponte (2006)
- Love Songs in the Digital Age according to Gabry Ponte (2007)
- Tunes from Planet Earth According to Gabry Ponte (2007)
- Dance Lab (2018)

### Kislemezek
- Time to Rock (2002)
- Geordie (2002)
- De musica tonante (2003)
- Music (Fargettával) (2003)
- The Man in the Moon (2003)
- Giulia (DJ Lhasával) (2003)
- La danza delle streghe (2003)
- Figli di Pitagora (Little Tony-val) (2004)
- Sin pararse (Ye Man-nel) (2004)
- Depends on You (2005)
- Sono già solo (Remix) (2010)
- Beat on My Drum (Pitbull-lal és Sophia Del Carmennel) (2012)
- La fine del mondo (Two Fingerzzel) (2014)
- Buonanotte giorno (2014)
- Che ne sanno i 2000 (Dantival) (2016)
- Tu sei (Dantival) (2017)
- Monster (LUM!X-szal) (2019)
- The Passenger (LaLaLa) (LUM!X-szal, Mokaby-vel és D.T.E.-vel) (2020)
- Lonely (Jerome-mal) (2020)
- Golden (Blasterjaxx-szel és Riell-lel) (2021)
- Oh La La (Motival és Mougletával) (2021)
- Going Down (Lucky Luke-kal és Kevin Palms-szal) (2021)
- Thunder (LUM!X-szal és Preziosóval) (2021)
- The Portrait (Ooh La La) (R3habbel) (2021)
- Superman (Roberto Molinaróval) (2021)
- The Feeling (Henri PFR-ral) (2021)
- Can't Get Over You (Aloe Blacc-kel) (2021)
- Call Me (R3habbel és Timmy Trumpettal) (2022)
- Hasta La Vista (Blasterjaxx-szel) (2022)
- We Could Be Together (LUM!X-szal és Daddy DJ-vel) (2022)
- Rely on Me (Sigalával és Alex Gaudinóval) (2022)
- Dance Dance (Alessandrával) (2023)
- Let You Down (Dvbbs-szal és Sofilouddal) (2024)
- Born to Love Ya (Sean Paullal és Natti Natashával) (2024)
- Tutta l’Italia (2025)
- Exotica (2025)

## Fordítás
- Ez a szócikk részben vagy egészben  a   Gabry Ponte című angol Wikipédia-szócikk fordításán alapul.  Az eredeti cikk szerkesztőit annak laptörténete sorolja fel. Ez a jelzés csupán a megfogalmazás eredetét és a szerzői jogokat jelzi, nem szolgál a cikkben szereplő információk forrásmegjelöléseként.